# Archigargetta amydra
Archigargetta amydra är en fjärilsart som beskrevs av Turner 1903. Archigargetta amydra ingår i släktet Archigargetta och familjen tandspinnare. Inga underarter finns listade i Catalogue of Life.